# 공수반

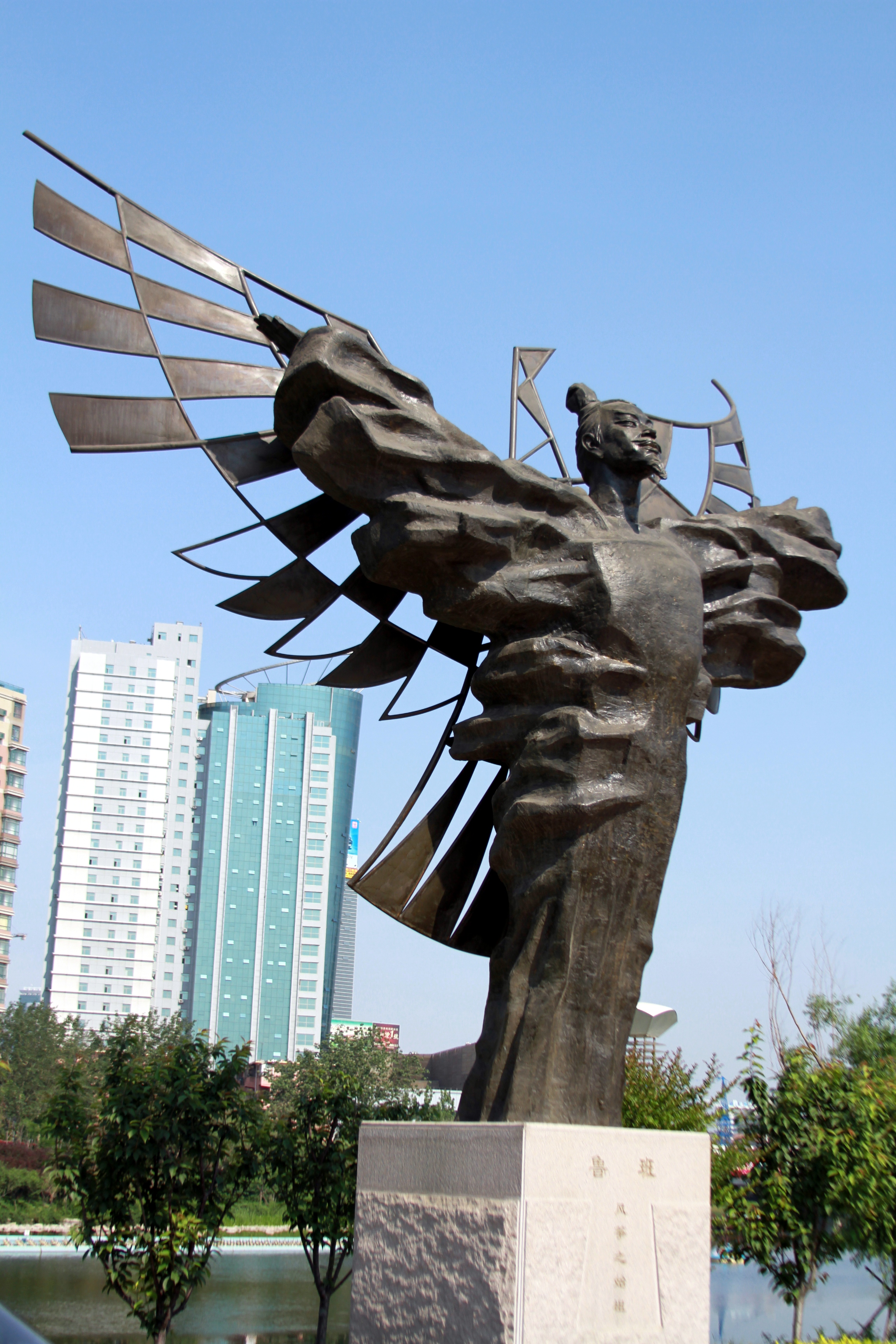
산동성 웨이팡시의 공수반 동상.

공수반(公輸盤, 기원전 507년경 - 기원전 444년경)은 중국 춘추시대 노나라의 공장(工匠)이다. 희(姫)성 공수씨이고 자는 의지(依智)다. 건축가와 대목장의 수호신으로 신격화되었다.
『묵자』, 『회남자』에 그 행적이 전한다. 공성병기 운제, 구거를 개발하여 묵자에게 전해주었다고 한다.  『유양잡도』, 『논형』에는 공수반이 대나무로 만든 “솔개(鳶, 즉 연)”이 3일간 계속해서 날았다는 전설이 있다. 그밖에도 다양한 도구를 많이 제작하였고, 대패, 송곳 등을 발명하였다고도 한다.